# Quatre Jours de Dunkerque 1967
La 13e édition des Quatre Jours de Dunkerque a eu lieu du 3 au 7 mai 1967. La course compte sept étapes, dont deux demi-étapes constituées d'une étape raccourcie et d'un contre-la-montre individuel et d'autres deux demi-étapes courtes, et porte sur un parcours de 921,1 kilomètres. La première étape, de Dunkerque à Valenciennes en 198 kilomètres, est remportée par le Français Jean Stablinski, qui prend la tête du classement général ; la deuxième étape secteur a, ralliant Valenciennes à Maubeuge en 106 kilomètres, l'est par le Belge Noël De Pauw, Jean Stablinski reste le leadeur ; la deuxième étape secteur b, un contre-la-montre individuel de 21,1 kilomètres dans Maubeuge, l'est par le Français Bernard Guyot qui prend la tête du classement général ; la troisième étape, de Maubeuge à Dunkerque en 190 kilomètres, l'est par le Français Paul Lemeteyer, mais c'est son compatriote José Samyn qui prend la tête du classement général, et le reste jusqu'après la cinquième étape secteur a ; la quatrième étape, de Dunkerque à Boulogne-sur-Mer en 210 kilomètres, l'est par le Belge Ludo Vandromme ; la cinquième étape secteur a, formant une boucle de 115 kilomètres autour de Wormhout l'est par son compatriote Edward Sels ; enfin, la cinquième étape secteur b, formant une boucle de 81 kilomètres autour de Dunkerque l'est par l'Allemand Horst Oldenburg, mais c'est le Français Lucien Aimar qui remporte le classement général.

## Étapes
| \| Dunkerque Valenciennes Maubeuge Boulogne · -sur-Mer Wormhout \| Carte des villes accueillant les départs et les arrivées. |
| Dunkerque Valenciennes Maubeuge Boulogne · -sur-Mer Wormhout                                                                 |

L'édition 1967 des Quatre Jours de Dunkerque est divisée en sept étapes réparties sur cinq jours, le deuxième comprend deux demi-étapes, dont un contre-la-montre individuel. Le dernier jour est également constitué de deux demi-étapes.
| Étape,    | Date  | Villes étapes                |                             | Distance (km) | Vainqueur d’étape | Leader du classement général |
| --------- | ----- | ---------------------------- | --------------------------- | ------------- | ----------------- | ---------------------------- |
| 1re étape | 3 mai | Dunkerque - Valenciennes     |                             | 198           | Jean Stablinski   | Jean Stablinski              |
| 2ea étape | 4 mai | Valenciennes - Maubeuge      |                             | 106           | Noël De Pauw      | Jean Stablinski              |
| 2eb étape | 4 mai | Maubeuge - Maubeuge          | Contre-la-montre individuel | 21,1          | Bernard Guyot     | Bernard Guyot                |
| 3e étape  | 5 mai | Maubeuge - Dunkerque         |                             | 190           | Paul Lemeteyer    | José Samyn                   |
| 4e étape  | 6 mai | Dunkerque - Boulogne-sur-Mer |                             | 210           | Ludo Vandromme    | José Samyn                   |
| 5ea étape | 7 mai | Wormhout - Wormhout          |                             | 115           | Edward Sels       | José Samyn                   |
| 5eb étape | 7 mai | Dunkerque - Dunkerque        |                             | 81            | Horst Oldenburg   | Lucien Aimar                 |

## Classement général
| Classement général final, | Classement général final, | Classement général final, | Classement général final, | Classement général final, |
|                           | Coureur                   | Pays                      | Équipe                    | Temps                     |
| ------------------------- | ------------------------- | ------------------------- | ------------------------- | ------------------------- |
| 1er                       | Lucien Aimar              | France                    | Bic-Hutchinson            | en 22 h 53 min 3 s        |
| 2e                        | Jean-Baptiste Claes       | Belgique                  | Torpedo-Continental       | + 59 s                    |
| 3e                        | Bernard Guyot             | France                    | Pelforth-Sauvage-Lejeune  | + 1 min 30 s              |
| 4e                        | Roger Swerts              | Belgique                  | Mercier-Hutchinson-BP     | + 1 min 42 s              |
| 5e                        | Hans Junkermann           | Allemagne                 | Torpedo-Continental       | + 1 min 43 s              |
| 6e                        | José Samyn                | France                    | Pelforth-Sauvage-Lejeune  | + 2 min 13 s              |
| 7e                        | Herman Van Springel       | Belgique                  | Dr Mann-Grundig           | + 2 min 25 s              |
| 8e                        | Jean Stablinski           | France                    | Bic-Hutchinson            | + 2 min 49 s              |
| 9e                        | André Messelis            | Belgique                  | Flandria-De Clerck        | + 3 min 10 s              |
| 10e                       | Jean Jourden              | France                    | Tigra-Grammont            | + 3 min 27 s              |
| modifier                  |                           |                           |                           |                           |